# Запознанство (филм, 1914)
„Запознанство“ (на английски: Getting Acquainted) е американски късометражен филм от 1914 година, комедия на режисьора Чарли Чаплин по негов собствен сценарий.
Действието се развива в парк, в който две съпружески двойки се разделят в резултат на стечение на обстоятелствата и всеки от съпрузите се опитва да ухажва неумело чуждата съпруга. Главните роли се изпълняват от Чарли Чаплин, Мак Суейн, Мейбъл Норманд, Филис Алън.
„Запознанство“ е предпоследният филм на Чаплин в „Кийстоун Студиос“.